# Verner Blaudzun
Verner Blaudzun (n. 23 martie 1946, Sønderborg, regiunea Syddanmark, Danemarca) este un ciclist de performanță ce a reprezentat Danemarca, medaliat olimpic. A participat la 3 ediții ale Jocurilor Olimpice (1968, 1976, 1980) în care a câștigat o medalie de bronz.